# Hopfner HS 5
Die Hopfner HS 5, auch HS 5/28 oder HS 528 (28 für das Baujahr), ist ein in den 1920er Jahren entwickeltes österreichisches Schul- und Sportflugzeug.

## Entwicklung
Der Bau der von Theodor Hopfner entworfenen ersten HS 5 begann im Frühjahr 1928. Der Erstflug mit einem tschechischen Walter-NZ-60-Motor fand im Juli statt und die Zulassung als A–50 wurde am 16. des Monats erteilt. Eigentümer wurde die Wiener Motorfliegergruppe 51. Nach einigen Monaten erhielt das Flugzeug einen leistungsstärkeren Antrieb NZ-85 sowie ein vergrößertes Seitenleitwerk und wurde als HS 5a in die Schweiz verkauft. Dort flog sie ab dem 12. November 1928 bis zu ihrer Außerdienststellung im Frühjahr 1930 als CH–231. Eine weitere HS 5a wurde neu aufgelegt und ebenfalls in die Schweiz geliefert, wo sie am 22. März 1929 ihre Eintragung als CH–209 auf den Zürcher Aeroclub erhielt. 1931 wurde sie von Hopfner in Wien auf den Stand der Nachfolgerin HS 8 modernisiert und flog solchermaßen noch bis Ende 1934 in Zürich. Dann ging sie 1935 als OE–DOB endgültig nach Österreich. Noch im selben Jahr stürzte sie am 17. Dezember, im Dienst des Bundesheeres mit der taktischen Nummer 430 stehend, ab.
Eine nach dem ersten Prototyp 1928 aufgelegte zweite HS 5 erhielt das Kennzeichen A–60 und wurde auf einen privaten Halter zugelassen. Später wurde sie als OE–DLD umregistriert und ging 1936, wie anfangs auch die A–50, an die Motorfliegergruppe 51 in Wien.

## Konstruktion

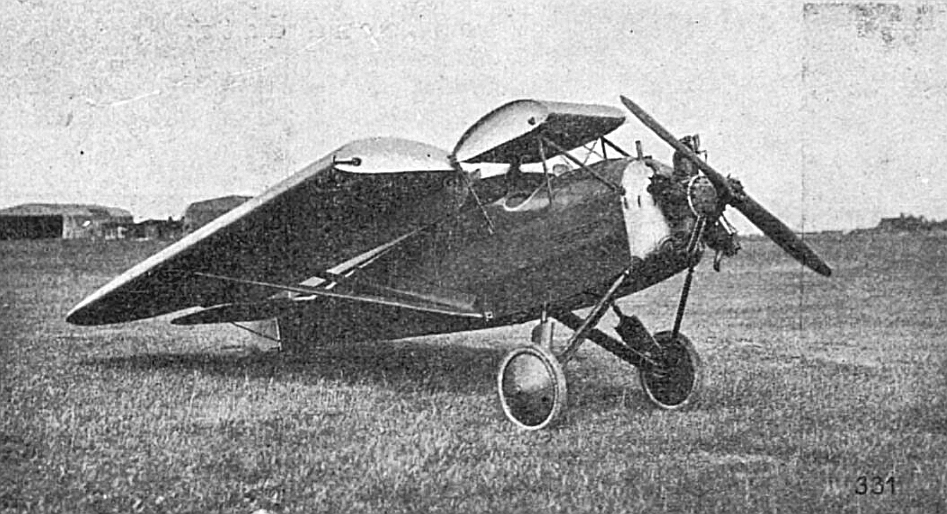
Eine HS 5 mit beigeklappten Flächen. Gut sichtbar das als Baldachin ausgebildete Mittelstück

Die HS 5 ist ein abgestrebter Hochdecker in Gemischtbauweise. Der Rumpf besteht aus einem geschweißten und mit Draht ausgekreuzten Stahlrohrfachwerk mit Stoffbespannung. Die Tragfläche verläuft durchgehend und ist eine ebenfalls mit Stoff bespannte Holzkonstruktion. Das Mittelstück ist als Baldachin ausgebildet, die beiden Außenflächen sind zur leichteren Unterbringung nach hinten klappbar gestaltet und zum Rumpf hin mit V-Streben abgestützt. Das Leitwerk ist normal ausgeführt, die Höhenflosse mit I-Stielen am Rumpf abgestützt. Das Hauptfahrwerk ist gefedert und besitzt keine durchgehende Achse. Am Heck befindet sich ein Schleifsporn.

## Technische Daten
| Kenngröße                  | Daten (HS 5/28)                           | Daten (HS 5/28a)                            |
| -------------------------- | ----------------------------------------- | ------------------------------------------- |
| Besatzung                  | 2                                         | 2                                           |
| Spannweite                 | 11,26 m                                   | 11,26 m                                     |
| Länge                      | 7,00 m                                    | 7,40 m                                      |
| Höhe                       | 2,55 m                                    | 2,55 m                                      |
| Flügelfläche               | 18,0 m²                                   | 18,5 m²                                     |
| Leermasse                  | 385 kg                                    | 400 kg                                      |
| Startmasse                 | 720 kg                                    | 650 kg                                      |
| Antrieb                    | ein luftgekühlter Fünfzylinder-Sternmotor | ein luftgekühlter Siebenzylinder-Sternmotor |
| Typ                        | Walter NZ-60                              | Walter NZ-85                                |
| Startleistung Nennleistung | 75 PS (55 kW) 60 PS (44 kW)               | 100 PS (74 kW) 85 PS (63 kW)                |
| Höchstgeschwindigkeit      | 148 km/h                                  | 150 km/h                                    |
| Reichweite                 | norm. 830 km max. 2160 mit Zusatztank     | 1200 km                                     |